# Sonata per a piano núm. 17 (Beethoven)
La Sonata per a piano núm. 17 en re menor, op. 31 núm. 2, coneguda com "La tempesta", va ser composta per Ludwig van Beethoven entre el 1802 i 1803. Com les altres dues sonates opus 31 es va publicar el 1803. És una obra de caràcter apassionat, dramàtica.
Està formada per 3 moviments:
- I. Largo-Allegro
- II. Adagio
- III. Allegretto